# Takayoshi Ono
Takayoshi Ono (født 30. april 1978) er en tidligere japansk fodboldspiller.
Han har spillet for flere forskellige klubber i sin karriere, herunder Mito HollyHock.